# Murray (sông)
Sông Murray  (tiếng Anh: Murray River, tại bang Nam Úc gọi là: River Murray) là sông dài nhất Úc. Sông có chiều dài 2.375 kilômét (1.476 mi), và khởi nguồn từ dãy Alps Úc, chảy về phía tây và uốn khúc qua các vùng đồng bằng nội địa trong hầu hết chiều dài của mình, tạo thành ranh giới tự nhiên giữa các tiểu bang New South Wales và Victoria tại đoạn chảy theo hướng tây bắc, sông đổi hướng nam trong 500 kilômét (310 mi) cuối cùng tại Nam Úc, cuối cùng đổ ra đại dương tại hồ Alexandrina.
Sông Murray chảy qua một số hồ có salinity biến động (thường là nước ngọt cho đến các thập kỉ gần đây) bao gồm hồ Alexandrina và Coorong trước khi qua cửa Murray để đổ vào phần phía đông nam của Ấn Độ Dương (thường được tham chiếu là Nam Đại Dương trên các bản đồ của Úc), gần Goolwa. Mặc dù sông có dung tích nước đáng kể tại các thời điểm nhất định song cửa sông tương đối nhỏ và nông.

## Địa lý
Sông Murray là một phần của hệ thống sông Murray-Darling có tổng chiều dài là 3.750 kilômét (2.330 mi), là nơi thoát nước cho hầu hết vùng nội địa của Victoria, New South Wales, và phía Nam Queensland. Diện tích lưu vực sông chiếm một phần bảy diện tích của toàn nước Úc. Murray chỉ mang theo một lược nước nhỏ nếu so sánh với các sông khác trên thế giới, và lưu lượng trung bình các năm có sự biến đổi lớn. Trong trạng thái tự nhiên, sông thậm chí còn khô cạn hoàn toàn vào những lúc hạn hán đạt đến cực đỉnh, mặc dù điều này hiếm khi xảy ra, và chỉ có hai hoặc ba trường hợp đã được ghi nhận trong các hồ sơ lưu trữ.
Murray tạo thành phần lớn ranh giới giữa hai bang Victoria và New South Wales. Khi đó, ranh giới nằm ở sát bờ nam của sông (nghĩa là sông không thực sự thuộc Victoria). Định nghĩa về ranh giới này có thể là mơ hồ do quá trình biến đổi dòng chảy của sông và một số đoạn bờ sông bị biến đổi.
Ở phía tây kinh độ 141°Đ, sông tiếp tục là ranh giới giữa Victoria - Nam Úc trong 3,6 kilômét (2,2 mi), đây là đoạn duy nhất mà ranh giới bang nằm ở giữa dòng của sông. Điều này là do một tính thoán sai lầm vào thập niên 1840 khi ranh giới được khảo sát ban đầu. Quá điểm này, sông Murray hoàn toàn chảy trong lãnh thổ bang Nam Úc.

### Các điểm định cư chính
- Albury/Wodonga - (NSW/VIC) - 83.000
- Echuca/Moama - (VIC/NSW) - 16.000
- Swan Hill - (VIC) - 9.700
- Mildura - (VIC) - 53.000
- Renmark - (SA) - 8.000
- Murray Bridge - (SA) - 20.500

## Sinh thái học
Các hệ sinh thái thích nghi sự biến đổi bất thường của sông Murray (cũng như các chi lưu của nó). Trên sông có các loài cá bản địa như cá tuyết Murray (Maccullochella peelii), cá tuyết hồi (Maccullochella macquariensis), Cá pecca vàng (Macquaria ambigua), cá pecca Macquarie (Macquaria australasica), cá pecca bạc (Bidyanus bidyanus), cá da trơn đuôi lươn (Tandanus tandanus), cá ốt Úc (Retropinna semonivà) và cá đục miền Tây (Hypseleotris klunzingeri), và các sống dưới nước khác như rùa cổ ngắn Murray, tôm sông Murray, tôm càng rộng và tôm Macrobrachium càng to, cũng như các loài phân bố phổ biến ở khu vực đông nam nước Úc như rùa cổ ngắn, tôm càng xanh Úc (Cherax destructor), tôm Paratya càng nhỏ, chuột nước và thú mỏ vịt. Sông Murray cũng tạo điều kiện để hình thành nên các vạt và rừng bạch đàn trắng nổi tiếng.
Sông Murray đã bị suy kiệt về một cách đáng kể từ khi ngưới Âu đến định cư, chủ yếu là do con người tiến hành điều khiển nguồn nước, hầu hết các hệ thủy sinh của sông bao gồm các loài cá bản địa nay đã tuyệt chủng hoặc trở thành loài hiếm và có nguy cơ tuyệt chủng. Các đợt hạn hán khắc nghiệt gần đây (2000–2007) đã ảnh hưởng đáng kể đến các cánh rừng bạch đàn trắng ven sông, làm dấy lên mối lo ngại về sự tồn tại lâu dài của chúng. Murray cũng có những lúc gây ngập lụt, đáng kể nhất là trận lụt năm 1956 đã làm ngập các thị trấn ở hạ lưu và kéo dài đến sáu tháng.
Các loài cá ngoại lai như cá chép, Gambusia (cá ăn muỗi), Misgurnus (lươn thời tiết), cá pecca vảy đỏ và cá hồi nâu và cá hồi cầu vồng đã có tác động rất tiêu cực đến các loài cá bản địa, trong khi cá chép đã góp phần làm suy thoái môi trường sông Murray và các chi lưu với việc tiêu diệt các loài thực vật thủy sinh và làm tăng độ đục thường xuyên. Tại một số đoạn sông Murray, cá chép là loài duy nhất được tìm thấy.

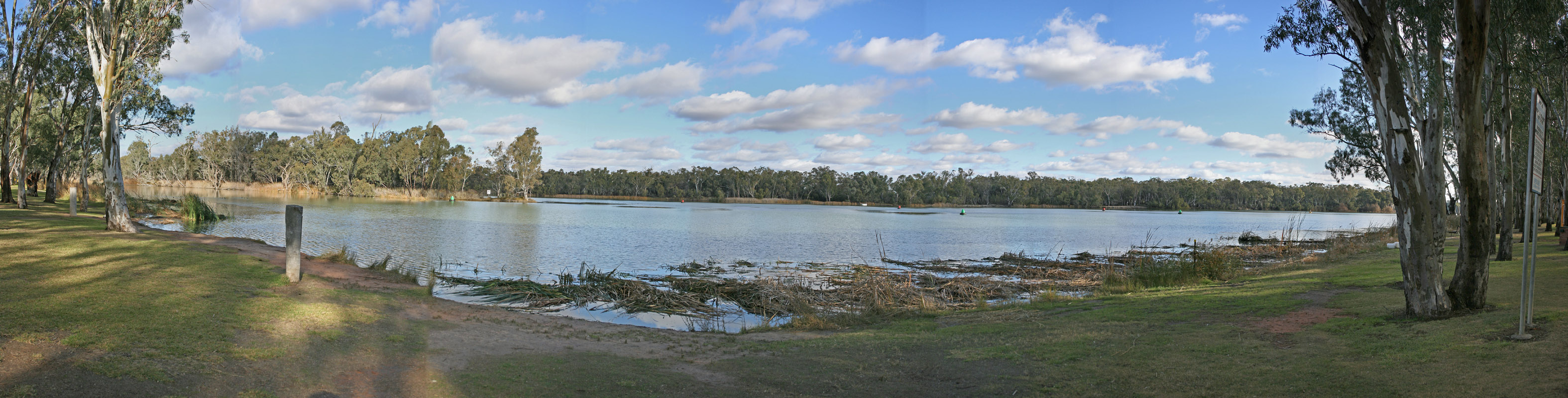
Điểm hợp lưu của sông Darling và sông Murray tại Wentworth, New South Wales